# The Perfect Husband: The Laci Peterson Story
The Perfect Husband: The Laci Peterson Story (br: Marido Perfeito; pt: O Marido Perfeito) é um filme estadunidense de 2004 feito para a televisão, do gênero drama, dirigido por Roger Young.

## Sinopse
Em dezembro de 2002, próximo ao Natal, Laci Peterson, uma mulher grávida de oito meses foi declarada desaparecida pelo marido, Scott Peterson. Logo toda a cidade está comentando o caso e o marido passa a ser o suspeito do crime, para a surpresa dos familiares da jovem assassinada, que inicialmente o apoiaram.
Logo a polícia descobre que Scott tinha uma amante. Quando finalmente um corpo é encontrado, a polícia diz que é necessário fazer um teste de DNA para descobrir de quem é o corpo. Quando o resultado sai, Scott é preso.

## Elenco
- Dean Cain .... Scott Peterson
- Tracy Middendorf .... Amber Frey
- Dee Wallace .... Sharon Rocha
- Tina Molina .... Amy Rocha
- Paul Vincent O'Connor .... Dennis Rocha
- Tim Quill .... Brent Rocha
- G.W. Bailey .... detetive Gates
- Dan Cashman .... Mr. Whitman
- Sarah Brown .... Kate Vignatti
- Palmer Davis .... Angela Panati
- David Denman .... Tommy Vignatti
- Louise Gallagher .... Jackie Peterson
- Roark Critchlow .... Todd Dewey